# Elimaea hoozanensis
Elimaea hoozanensis är en insektsart som beskrevs av Heinrich Hugo Karny 1915. Elimaea hoozanensis ingår i släktet Elimaea och familjen vårtbitare. Inga underarter finns listade i Catalogue of Life.